# فيديريكو نيوماير
فيديريكو نيوماير (مواليد 1924) هو سبّاح أرجنتيني، مثّل بلاده في الألعاب الأولمبية الصيفية 1948.

## روابط خارجية
فيديريكو نيوماير على موقع أوليمبيديا (الإنجليزية)